# Torneo internacional sub-12 de fútbol 7 de Arona 2013
El XVIII Torneo Internacional Blue BBVA de Fútbol 7 de Arona, anteriormente denominado Torneo Internacional Alevín de Invierno, es un torneo de fútbol base que disputan los equipos sub-12 (infantiles de primer año) en la modalidad de fútbol 7 mediante invitación de la propia Organización. En el año 2013 se celebró la edición número dieciocho del torneo, teniendo lugar en el mes de diciembre en el estadio Antonio Domínguez de la ciudad de Los Cristianos (Arona, Santa Cruz de Tenerife, Canarias).

## Participantes
Los participantes fueron doce equipos infantiles de primer año que por medio de invitación de la organización disputaron la XVIII edición del torneo.
Se dividieron en tres grupos de cuatro equipos cada uno, en los que los dos mejor clasificados pasaron a disputar la fase final junto con los dos mejores terceros.
| - Atlético de Madrid - F. C. Barcelona - Granada C. F. - B. V. Borussia - Real Sociedad - Juventus F. C. | - Chelsea F. C. - R. C. D. Español - Paris Saint-Germain F. C. - Real Madrid C. F. - Sevilla F. C. - Valencia C. F. |

## Fase de grupos
Resultados de la fase de grupos. Al final de la misma los campeones de grupo junto con los dos mejores terceros avanzan a la fase final eliminatoria.
| Grupo A           | Pts. | PJ | PG | PE | PP | GF | GC | Dif. |
| ----------------- | ---- | -- | -- | -- | -- | -- | -- | ---- |
| Real Madrid C. F. | 9    | 3  | 3  | 0  | 0  | 9  | 2  | +7   |
| R. C. D. Español  | 6    | 3  | 2  | 0  | 1  | 7  | 2  | +5   |
| Granada C. F.     | 3    | 3  | 1  | 0  | 2  | 1  | 3  | -2   |
| Chelsea F. C.     | 0    | 3  | 0  | 0  | 3  | 1  | 11 | -10  |

| Grupo B                   | Pts. | PJ | PG | PE | PP | GF | GC | Dif. |
| ------------------------- | ---- | -- | -- | -- | -- | -- | -- | ---- |
| Atlético de Madrid        | 9    | 3  | 3  | 0  | 0  | 8  | 4  | +4   |
| Valencia C. F.            | 4    | 3  | 1  | 1  | 1  | 3  | 3  | +0   |
| B. V. Borussia            | 3    | 3  | 1  | 0  | 2  | 3  | 5  | -2   |
| Paris Saint-Germain F. C. | 1    | 3  | 0  | 1  | 2  | 3  | 5  | -2   |

| Grupo C         | Pts. | PJ | PG | PE | PP | GF | GC | Dif. |
| --------------- | ---- | -- | -- | -- | -- | -- | -- | ---- |
| Sevilla F. C.   | 7    | 3  | 2  | 1  | 0  | 5  | 2  | +3   |
| F. C. Barcelona | 4    | 3  | 1  | 1  | 1  | 5  | 5  | +0   |
| Juventus F. C.  | 3    | 3  | 0  | 3  | 0  | 1  | 1  | +0   |
| Real Sociedad   | 1    | 3  | 0  | 1  | 2  | 1  | 4  | -3   |

|  | Equipos clasificados para los Cuartos de final. |
|  | Equipos eliminados de la competición.           |

## Fase final
La fase final de la competición se disputó a partido único. En caso de estar la eliminatoria empatada tras los 24 minutos se decidirá en una tanda de penaltis.
|  | Cuartos de final 28 de diciembre | Cuartos de final 28 de diciembre |                   |       | Semifinal 29 de diciembre | Semifinal 29 de diciembre |  |  | Final 29 de diciembre | Final 29 de diciembre |
|  |                                  |                                  |                   |       |                           |                           |  |  |                       |                       |
|  |                                  |                                  |                   |       |                           |                           |  |  |                       |                       |
|  |                                  |                                  |                   |       |                           |                           |  |  |                       |                       |
|  | Atlético de Madrid               | 0                                |                   |       |                           |                           |  |  |                       |                       |
|  | Atlético de Madrid               | 0                                |                   |       |                           |                           |  |  |                       |                       |
|  | Juventus F. C.                   | 1                                |                   |       |                           |                           |  |  |                       |                       |
|  | Juventus F. C.                   | 1                                | Juventus F. C.    | 0     |                           |                           |  |  |                       |                       |
|  |                                  |                                  | Juventus F. C.    | 0     |                           |                           |  |  |                       |                       |
|  |                                  | R. C. D. Español                 | 1                 |       |                           |                           |  |  |                       |                       |
|  | Sevilla F. C.                    | R. C. D. Español                 | 1                 | 1 (0) |                           |                           |  |  |                       |                       |
|  | Sevilla F. C.                    |                                  |                   | 1 (0) |                           |                           |  |  |                       |                       |
|  | R. C. D. Español (p.)            | 1 (2)                            |                   |       |                           |                           |  |  |                       |                       |
|  | R. C. D. Español (p.)            | 1 (2)                            | R. C. D. Español  | 3     |                           |                           |  |  |                       |                       |
|  |                                  |                                  | R. C. D. Español  | 3     |                           |                           |  |  |                       |                       |
|  |                                  | Real Madrid C. F.                | 2                 |       |                           |                           |  |  |                       |                       |
|  | Real Madrid C. F.                | Real Madrid C. F.                | 2                 | 3     |                           |                           |  |  |                       |                       |
|  | Real Madrid C. F.                |                                  |                   | 3     |                           |                           |  |  |                       |                       |
|  | B. V. Borussia                   | 1                                |                   |       |                           |                           |  |  |                       |                       |
|  | B. V. Borussia                   | 1                                | Real Madrid C. F. | 4     |                           |                           |  |  |                       |                       |
|  |                                  |                                  | Real Madrid C. F. | 4     |                           |                           |  |  |                       |                       |
|  |                                  | Valencia C. F.                   | 0                 |       |                           |                           |  |  |                       |                       |
|  | Valencia C. F.                   | Valencia C. F.                   | 0                 | 1     |                           |                           |  |  |                       |                       |
|  | Valencia C. F.                   |                                  |                   | 1     |                           |                           |  |  |                       |                       |
|  | F. C. Barcelona                  | 0                                |                   |       |                           |                           |  |  |                       |                       |
|  | F. C. Barcelona                  | 0                                |                   |       |                           |                           |  |  |                       |                       |

### Cuartos de final
| 28 de diciembre de 2012, 17:20 (CET) | Atlético de Madrid | 0:1 (0:0) | Juventus F. C. | Estadio Antonio Domínguez Alfonso, Arona |  |
|                                      |                    |           | Babacar 23'    |                                          |  |

| 28 de diciembre de 2012, 17:55 (CET) | Valencia C. F. | 1:0 (0:0) | F. C. Barcelona | Estadio Antonio Domínguez Alfonso, Arona |  |
|                                      | Kangin 18'     |           |                 |                                          |  |

| 28 de diciembre de 2012, 18:30 (CET) | Real Madrid C. F.                      | 3:1 (1:0) | B. V. Borussia | Estadio Antonio Domínguez Alfonso, Arona |  |
|                                      | - Lubamba 6' - Arribas 18' - Diego 19' |           | Geremi 22'     |                                          |  |

| 28 de diciembre de 2012, 19:05 (CET) | Sevilla F. C.        | 1:1 (1:1) (0:2 p.)         | R. C. D. Español | Estadio Antonio Domínguez Alfonso, Arona |  |
|                                      | Luismi 9'            |                            | Reda 5'          |                                          |  |
|                                      |                      | Tiros desde el punto penal |                  |                                          |  |
|                                      | - Bryan Gil - Luismi |                            | - Nico - Reda    |                                          |  |

### Semifinales
| 29 de diciembre de 2012, 12:15 (CET) | Juventus F. C. | 0:1 (0:1) | R. C. D. Español | Estadio Antonio Domínguez Alfonso, Arona |                        |
|                                      |                |           | Arnau 7'         | Árbitro(s): Pérez Lima                   | Árbitro(s): Pérez Lima |

| 29 de diciembre de 2012, 13:15 (CET) | Real Madrid C. F.                                | 4:0 (4:0) | Valencia C. F. | Estadio Antonio Domínguez Alfonso, Arona |                                 |
|                                      | - Lubamba 3' - Arribas 5' - Marcos 7' - Jorge 9' |           |                | Árbitro(s): Barrenetxea Montero          | Árbitro(s): Barrenetxea Montero |

### Tercer puesto
| 29 de diciembre de 2012, 19:00 (CET) | Juventus F. C. | 0:3 (0:2) | Valencia C. F.                         | Estadio Antonio Domínguez Alfonso, Arona |  |
|                                      |                |           | - Kangin 3' - Cristian 5' - Sergio 23' |                                          |  |

### Final
| 1          | POR        | Ángel                  |  |
| 3          | DEF        | Joel                   |  |
| 4          | DEF        | Álex                   |  |
| 2          | DEF        | Sergio                 |  |
| 8          | MED        | Arnau                  |  |
| 10         | MED        | Nico                   |  |
| 9          | DEL        | Reda                   |  |
| Entrenador | Entrenador | Carles Martínez Novell |  |

| 1          | POR        | Toni           |  |
| 3          | LTI        | Miguel         |  |
| 5          | DCT        | Ismael         |  |
| 2          | DEF        | Marcos         |  |
| 4          | MED        | Javier         |  |
| 11         | MED        | Lubamba        |  |
| 10         | DEL        | Arribas        |  |
| Entrenador | Entrenador | David González |  |

| 5  | DEF | Julen  |  |
| 11 | MED | Ot     |  |
| 11 | MED | Kilian |  |
| 11 | MED | Juanvi |  |

| 9  | DEL | Jorge     |  |
| 7  | MED | Diego     |  |
| 8  | MED | Sergio    |  |
| 13 | MED | Alejandro |  |

| Anotado | 14' | Álex | 1-0 |
| Anotado | 19' | Álex | 2-0 |
| Anotado | 38' | Nico | 3-1 |

| 2-1 | Diego | 21' |
| 3-2 | Diego | 38' |

| Árbitro: | Ansuátegui Roca |
| Reporte  |                 |

| 1          | POR        | Ángel                  |  |
| 3          | DEF        | Joel                   |  |
| 4          | DEF        | Álex                   |  |
| 2          | DEF        | Sergio                 |  |
| 8          | MED        | Arnau                  |  |
| 10         | MED        | Nico                   |  |
| 9          | DEL        | Reda                   |  |
| Entrenador | Entrenador | Carles Martínez Novell |  |

| 1          | POR        | Toni           |  |
| 3          | LTI        | Miguel         |  |
| 5          | DCT        | Ismael         |  |
| 2          | DEF        | Marcos         |  |
| 4          | MED        | Javier         |  |
| 11         | MED        | Lubamba        |  |
| 10         | DEL        | Arribas        |  |
| Entrenador | Entrenador | David González |  |

| 5  | DEF | Julen  |  |
| 11 | MED | Ot     |  |
| 11 | MED | Kilian |  |
| 11 | MED | Juanvi |  |

| 9  | DEL | Jorge     |  |
| 7  | MED | Diego     |  |
| 8  | MED | Sergio    |  |
| 13 | MED | Alejandro |  |

| Anotado | 14' | Álex | 1-0 |
| Anotado | 19' | Álex | 2-0 |
| Anotado | 38' | Nico | 3-1 |

| 2-1 | Diego | 21' |
| 3-2 | Diego | 38' |

| Árbitro: | Ansuátegui Roca |
| Reporte  |                 |

|                             |
| Campeón                     |
| Real Club Deportivo Español |
| (3.er título)               |

## Estadísticas

### Goleadores
A continuación se listan los goleadores del torneo. En caso de empate se anuncia primero el que antes consiguiese anotar la cifra en cuestión.
| Jugador                                       | Equipo             | Goles |
| --------------------------------------------- | ------------------ | ----- |
| Arribas                                       | Real Madrid C. F.  | 4     |
| Kangin                                        | Valencia C. F.     | 4     |
| Diego                                         | Real Madrid C. F.  | 4     |
| Biniyam                                       | Sevilla F. C.      | 3     |
| Bryan                                         | B. V. Borussia     | 3     |
| Nacho                                         | Atlético de Madrid | 3     |
| Reda                                          | R. C. D. Español   | 3     |
| Luismi                                        | Sevilla F. C.      | 3     |
| Lubamba                                       | Real Madrid C. F.  | 3     |
| Arnau                                         | R. C. D. Español   | 3     |
| Álex                                          | R. C. D. Español   | 3     |
| Goles totales                                 | 12 equipos         | 68    |
| Última actualización: 29 de diciembre de 2013 |                    |       |

| \| Jugador \| Equipo \| \| \| -------------- \| ------------------------- \| -- \| \| Traore \| Paris Saint-Germain F. C. \| 2 \| \| Nils \| F. C. Barcelona \| 2 \| \| Babacar \| Juventus F. C. \| 2 \| \| Marcos \| Real Madrid C. F. \| 2 \| \| Jorge \| Real Madrid C. F. \| 2 \| \| Cristian \| Valencia C. F. \| 2 \| \| Nico \| R. C. D. Español \| 2 \| \| Konrad \| F. C. Barcelona \| 1 \| \| Ismael \| Real Madrid C. F. \| 1 \| \| Miguel Ángel \| F. C. Barcelona \| 1 \| \| Kiarn \| Chelsea F. C. \| 1 \| \| Miguel \| Real Madrid C. F. \| 1 \| \| Noé \| Paris Saint-Germain F. C. \| 1 \| \| Cedric \| Atlético de Madrid \| 1 \| \| Seku \| Atlético de Madrid \| 1 \| \| Óscar \| Granada C. F. \| 1 \| \| Kilian \| R. C. D. Español \| 1 \| \| Sergio \| Atlético de Madrid \| 1 \| \| Adrián \| F. C. Barcelona \| 1 \| \| Ander \| Real Sociedad de Fútbol \| 1 \| \| Luis \| Real Madrid C. F. \| 1 \| \| Geremi \| B. V. Borussia \| 1 \| \| Sergio \| Valencia C. F. \| 1 \| \| Goles anotados \| 12 equipos \| 66 \| \| Autogoles \| 12 equipos \| 2 \| |                           |       |
| Jugador | Equipo                    | Goles |
| Traore | Paris Saint-Germain F. C. | 2     |
| Nils | F. C. Barcelona           | 2     |
| Babacar | Juventus F. C.            | 2     |
| Marcos | Real Madrid C. F.         | 2     |
| Jorge | Real Madrid C. F.         | 2     |
| Cristian | Valencia C. F.            | 2     |
| Nico | R. C. D. Español          | 2     |
| Konrad | F. C. Barcelona           | 1     |
| Ismael | Real Madrid C. F.         | 1     |
| Miguel Ángel | F. C. Barcelona           | 1     |
| Kiarn | Chelsea F. C.             | 1     |
| Miguel | Real Madrid C. F.         | 1     |
| Noé | Paris Saint-Germain F. C. | 1     |
| Cedric | Atlético de Madrid        | 1     |
| Seku | Atlético de Madrid        | 1     |
| Óscar | Granada C. F.             | 1     |
| Kilian | R. C. D. Español          | 1     |
| Sergio | Atlético de Madrid        | 1     |
| Adrián | F. C. Barcelona           | 1     |
| Ander | Real Sociedad de Fútbol   | 1     |
| Luis | Real Madrid C. F.         | 1     |
| Geremi | B. V. Borussia            | 1     |
| Sergio | Valencia C. F.            | 1     |
| Goles anotados | 12 equipos                | 66    |
| Autogoles | 12 equipos                | 2     |

### Equipo ideal del torneo
Siete seleccionado por el medio Mediaset España (Cuatro), empresa colaboradora del torneo.
| Portería        | Defensa                              | Mediocampo               | Delantera     |
| --------------- | ------------------------------------ | ------------------------ | ------------- |
| Christian (ATM) | Konrad (FCB) Álex (ESP) Marcos (RMA) | Arnau (ESP) Kangin (VLC) | Lubamba (RMA) |